# Atlasspinder
Atlasspinder (Attacus atlas) er en sommerfugl som tilhører familien natpåfugleøjer (Saturniidae). Den har en forholdsvis lille krop, men store vinger og et vingefang på op til 30 cm. Den har det største vingeareal blandt de kendte sommerfuglarter. Atlasspinderen forekommer i skove i Sydøstasien. Den formerer sig forholdsvis let i fangenskab og der foregår en del opdræt af den. I Indien foregår der også noget silkeproduktion baseret på denne art.

## Udseende
En stor spinder med enormt store vinger, kroppen er forholdsvis lille. Vingefanget kan være op til 30 cm. Kroppen og vingerne er lyst rødbrune, hver vinge har en stor, kileformet, delvis gennemsigtig, sølvfarvet plet i midten, omkring denne et trekantet, mørkere rødbrunt felt. Forvingerne har stærkt udtrukne, krogformede vingespidser.

## Levevis
Atlasspinderen lever i tropisk skov. Den flyver om natten og kommer gerne til lys. Hunnerne sidder mest i ro og udskiller feromoner, som hannerne med sine fjerformede antenner kan mærke på lang afstand.
Den har ingen mund, og kan derfor ikke optage næring. Den overlever på de næringsreserver, den bygger op som larve, før den forpupper. Den lever kun et par uger som voksen, og denne tid bruges til at formere sig.

## Udbredelse
Atlasspinderen forekommer i det sydøstlige Kina, Thailand, Laos, Malaysia og store dele af Indonesien.